# Facetcyste
Een facetcyste is een cyste die ontstaat als reactie op artrose die ontstaan is in een facetgewrichtje van een ruggenwervel.
Een facetcyste kan beschouwd worden als een goedaardige uitstulping van het kapsel van het facetgewricht. 

## Symptomen en diagnose
Facetcysten die klachten uitlokken zijn eerder zeldzaam. Als ze klachten geven is het uitstraling naar de bil en het been. De klachten zijn dan slechts in één been aanwezig. De klachten zijn vergelijkbaar met deze van de beenpijn door een discushernia. Het verschil tussen beiden oorzaken kan eigenlijk enkel maar door een computertomografie (CT) of kernspintomografie (MRI) worden gemaakt.

## Verschil met een discushernia
Anatomisch is de kant van waaruit de zenuw verdrukt wordt tegenovergesteld bij een facetcyste ten opzichte van een discushernia. Een hernia drukt vooraan op de zenuw, een cyste aan de achterkant. De klachten bij uitstraling naar het been zijn identiek.

## Behandeling

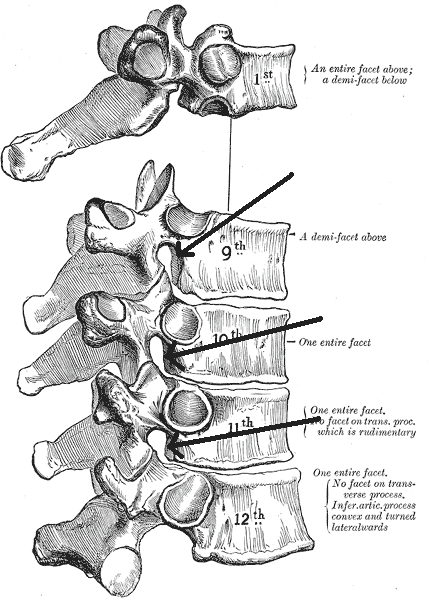
De foramina, aangeduid met zwarte pijlen

De behandeling van een facetcyste is in eerste instantie bijna altijd conservatief en zal als doel hebben de pijnklachten zo snel als mogelijk te helpen verminderen of te laten verdwijnen.
Er kunnen transforaminale infiltraties worden voorgeschreven. Hierbij wordt onder locale verdoving een cocktail van pijnstillende en ontstekingsremmende geneesmiddelen (corticosteroïden) geïnjecteerd via de zijdelingse wervelopeningen (de foramina). Het doel hiervan is om de cyste en zenuw te laten ontzwellen, zodat de knelling van de beenzenuw en dus ook de beenpijn verdwijnt. Omdat corticosteroïden ernstige bijwerkingen kunnen hebben, zal de dokter normalerwijze het aantal injecties beperken. Meestal worden er twee transforaminale infiltraties gegeven over een tijdspanne van een drietal weken.
Indien deze conservatieve behandeling niet helpt, of bij verlammingsverschijnselen, wordt soms beslist dat een operatie noodzakelijk wordt. Een dergelijke operatie kan endoscopisch gebeuren met een kijkoperatie van de rug.